# Franziska Kinsky von Wchinitz und Tettau

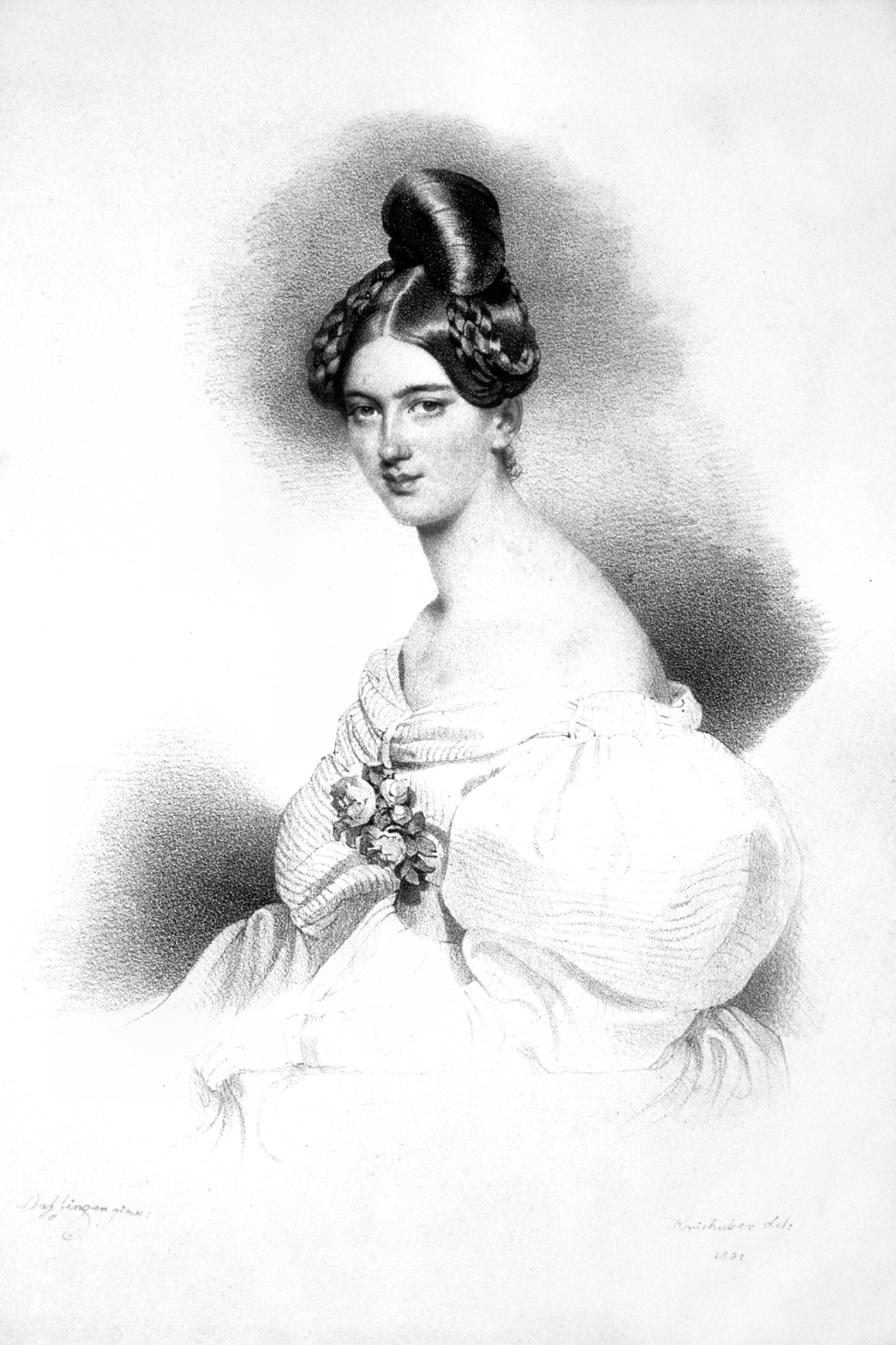
Franziska de Paula Liechtenstein, geb. Gräfin Kinsky, Lithographie von Josef Kriehuber, 1831

Gräfin Franziska Kinsky von Wchinitz und Tettau (vollständiger Name Franziska de Paula Barbara Romana Bernharda; * 8. August 1813 in Wien; † 5. Februar 1881 in Wien) war durch ihre Ehe mit dem Fürsten Alois II. von 20. April 1836 bis 12. November 1858 Fürstin von Liechtenstein.

## Biografie
Sie wurde in Wien als Tochter des Grafen Franz de Paula Joseph Kinsky von Wchinitz und Tettau und dessen Frau Therese Gräfin von Wrbna und Freudenthal geboren. Ihr Vater war der jüngere Bruder von Beethovens Gönner Fürst Ferdinand von Kinsky (1781–1812). Am 8. August 1831 heiratete sie in Wien den späteren liechtensteinischen Fürsten Alois II.
Ihr Sohn Johann war bei der Thronbesteigung zwar knapp volljährig, wünschte jedoch, seine Ausbildung fortzusetzen. Fürst Johann II. setzte deshalb seine Mutter Fürstin Franziska am 10. Februar 1859 als seine Regentin ein. Sie übte die Regentschaft bis im November 1860 aus.
Fürstin Franziska gründete den ersten Hilfsfonds für Waisenkinder im Fürstentum Liechtenstein. Überdies stiftete sie in Balzers ein Haus für eine Erziehungsanstalt (heute Haus Gutenberg), das für eine Höhere Töchterschule genützt wurde. 1870 erwarb sie die Burg Wartenstein und restaurierte sie im Sinne der Romantik.
Aus ihrer Ehe gingen elf Kinder hervor, wobei beide Söhne Fürsten wurden und kinderlos blieben.
- Marie (1834–1909); ⚭ Graf Ferdinand von Trauttmansdorff-Weinsberg (1825–1896)
- Karoline (1836–1885); ⚭ Fürst Alexander von Schönburg-Hartenstein (1826–1896)
- Sophie (1837–1899); ⚭ Fürst Karl zu Löwenstein-Wertheim-Rosenberg (1834–1921)
- Aloysia (1838–1920); ⚭ Graf Heinrich von Fünfkirchen (1830–1885)
- Ida (1839–1921); ⚭ Fürst Adolf Josef Eduard von Schwarzenberg (1832–1914)
- Fürst Johann II. (1840–1929)
- Franziska (1841–1858)
- Henriette (1843–1931); ⚭ Alfred von und zu Liechtenstein (1842–1907)
- Anna (1846–1924); ⚭  Fürst Georg Christian von Lobkowitz (1835–1908)
- Therese (1850–1938); ⚭ Herzog Arnulf von Bayern (1852–1907)
- Fürst Franz I. (1853–1938)

Ihr Grab befindet sich in der Gruft des Hauses Liechtenstein in Vranov (Mähren).